# Robert Bubalo
Robert Bubalo (Zagreb, 25. prosinca 1969.) hrvatski je i hercegovački novinar, urednik, filmski redatelj, scenarist i producent. Jedan je od osnivača i producent Mediteran Film Festivala u Širokom Brijegu, te je autor nagrađivanog dokumentarnog filma Izgubljeno dugme.

## Životopis
Kao mladić zarađivao radeći na naftnim platformama. Za vrijeme studija novinarstva okušao se kao radijski novinar, potom je prešao na Hrvatsku radioteleviziju, a nakon što je diplomirao skrasio se u tisku. Pisao je za Slobodnu Dalmaciju, Arenu, Jutarnji list, te na koncu za Večernji list u kojemu i danas radi kao urednik Nedjeljnog Večernjeg.

## Filmografija
- Spori jahači (2002.), režiser
- 3 dana (2012.), koproducent
- Izgubljeno dugme (2015.), scenarist, režiser i producent
- 23 grama (2018.), režiser i producent
- 2068. (2019.), scenarist i režiser
- Bure Bareta (2019.), autor i producent
- Hassanovi ratovi - radni naslov (2020.), scenarist i režiser